# Loix
 Loix  es una población y comuna francesa, situada en la región de Nueva Aquitania, departamento de Charente Marítimo, en el distrito de La Rochelle y cantón de Ars-en-Ré.

## Demografía
| 439 | 439 | 470 | 433 | 561 | 619 |
| Para los censos de 1962 a 1999 la población legal corresponde a la población sin duplicidades (Fuente: INSEE [Consultar]) |     |     |     |     |     |